# Engilbert de Saint-Gall
Engilbert fut abbé de Saint-Gall pendant une courte période (840/841). Son abbatiat est attesté, il est mentionné dans plusieurs documents anciens, mais sans détail sur sa biographie. Il est peut-être décédé le 22 janvier d'une année inconnue, selon un nécorologe du IXe siècle.

## Sources
(de) « Engilbert », sur sg.ch, Kanton St.Gallen (consulté le 14 juin 2018).